# Microsoft 365
Microsoft 365 és una línia de serveis de subscripció oferit per Microsoft. La marca es va llançar el 2017 per a un superconjunt d'Office 365 amb llicències de Windows 10 Enterprise i altres productes de seguretat i administració de dispositius basats en el núvol.
El 2020, Microsoft va anunciar que usaria la marca per a reemplaçar a Office 365 en el mercat de consum, agregant característiques i ofertes addicionals més enllà d'aquelles centrades principalment en la família de productes Microsoft Office.

## Història
La marca es va introduir per primera vegada en Microsoft Inspiri el juliol de 2017 com un producte de subscripció empresarial, succeint als serveis "Secure Productive Enterprise" llançats el 2016. Combinen Windows 10 Enterprise amb Office 365 Business Premium i el paquet Enterprise Mobility + Security, que inclou Advanced Threat Analytics, Azure Active Directory, Azure Information Protection, Cloud App Security i Windows Intune. Microsoft 365 s'embeni a través de Microsoft i la seva xarxa de revenedors de serveis en el núvol.

### Producte de consum
El 30 de març de 2020, Microsoft va presentar un producte de subscripció orientat al consumidor sota la marca Microsoft 365 per al seu llançament el 21 d'abril, que succeirà als nivells de consumidor existents d'Office 365. És un superconjunt dels productes i beneficis existents d'Office 365 orientats cap a la "vida", la productivitat i les famílies, inclosa la suite Microsoft Office, 1 TB d'emmagatzematge addicional en OneDrive amb accés a OneDrive Personal Vault, i 60 minuts de crides de Skype per mes. Sota la marca, Microsoft també agregarà accés a la seva plataforma de col·laboració Teams (que també agregarà característiques addicionals dissenyades per a ús familiar) i un nivell premium de Microsoft Family Safety. Microsoft també va anunciar plans per a oferir ofertes de prova de serveis de tercers per a subscriptors de Microsoft 365, amb empreses com Adobe (Creative Cloud Photography), Blinkist, CreativeLive, Experian i Headspace que s'han associat. Els serveis es vendran en versions "Personal" i "Llar" (fins a sis dispositius per fins a sis usuaris), al mateix preu que els seus homòlegs d'Office 365.
Alhora, Microsoft també va migrar el producte Office 365 Business Premium a Microsoft 365 Business Standard (en canvi, el Microsoft 365 Business existent es va convertir en Business Premium).